# 4711 (parfum)

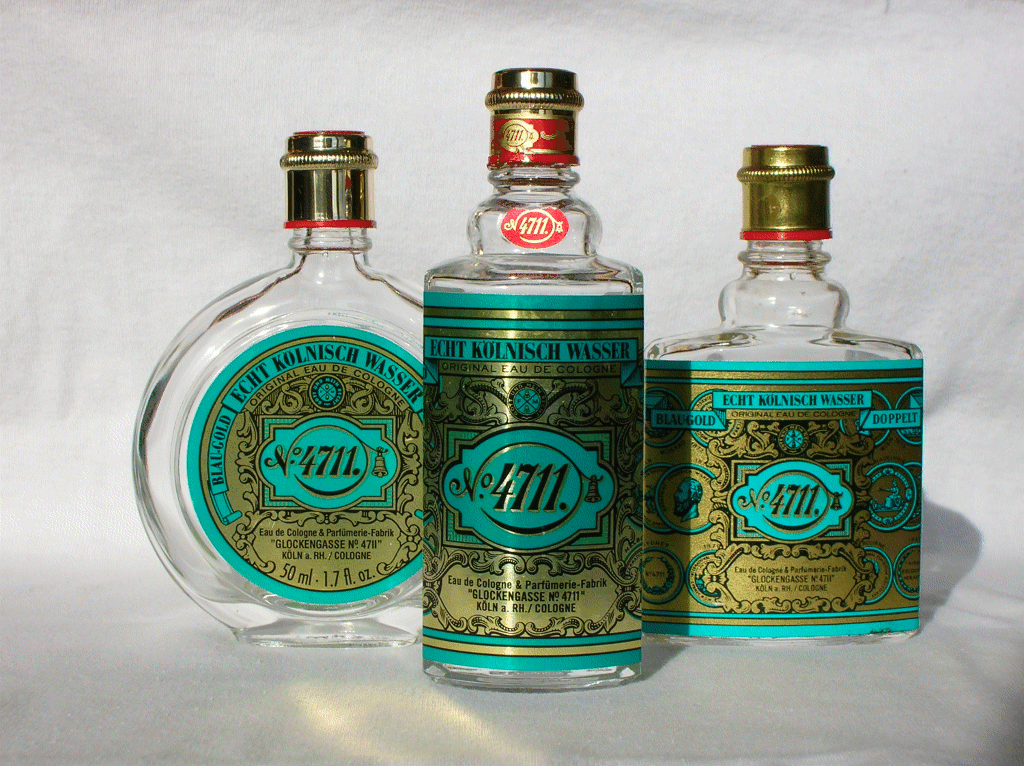
Flacons d’Eau de Cologne 4711.

4711 (quatre mille sept cent onze) est une eau de Cologne dont la marque appartient à l’entreprise Mäurer & Wirtz GmbH & Co. KG. Ce parfum constitue l’un des produits allemands les plus connus. En Allemagne, on lit le numéro « 4711 » comme siebenundvierzig-elf (quarante-sept - onze).

## Histoire

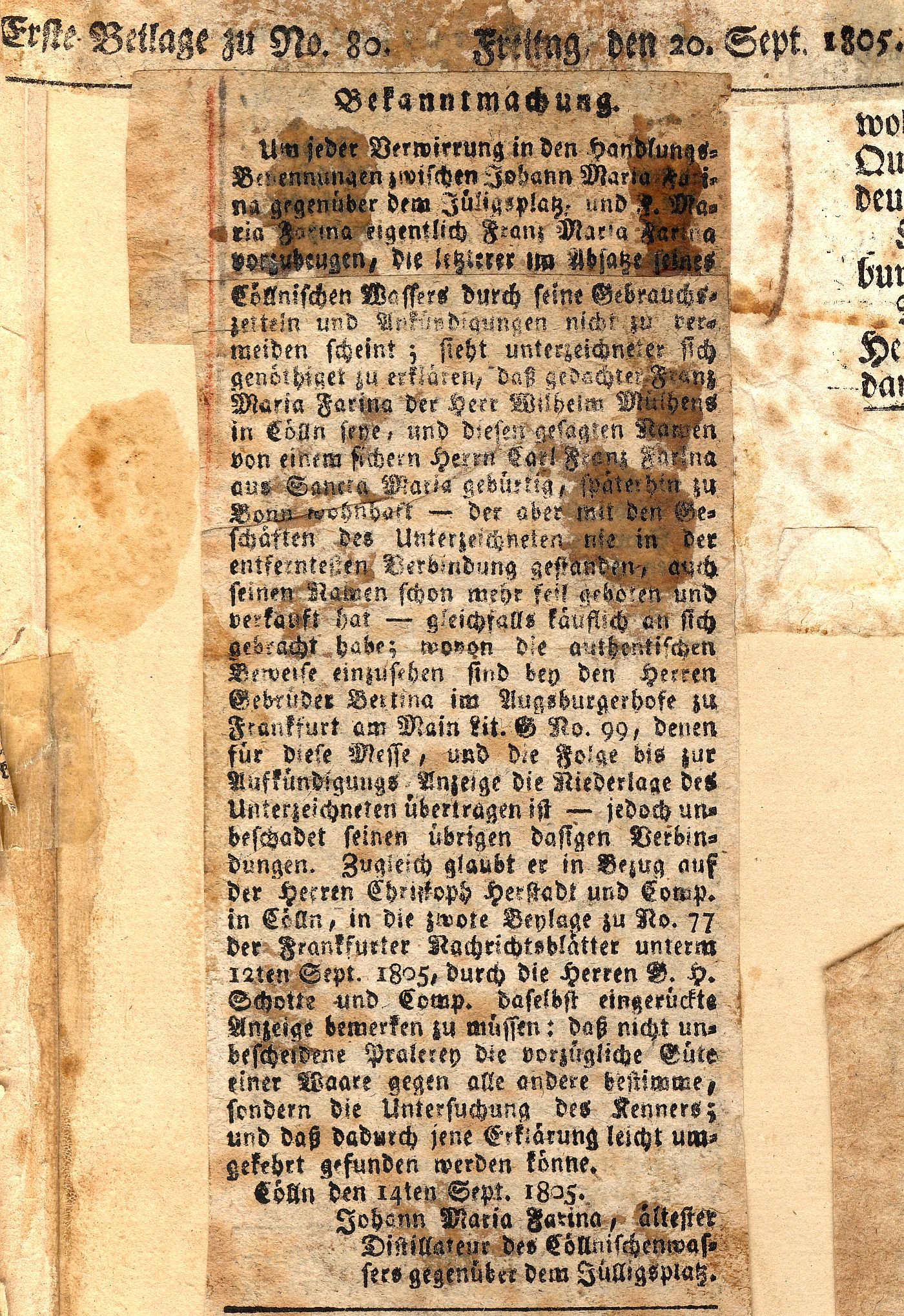
Publication effectué par Farina au sujet de Mülhens dans le journal Frankfurter Nachrichtsblätter du 20 septembre 1805.

Le 19 août 1803, Wilhelm Mülhens fit l’acquisition des droits du nom « Farina » qu’il obtient certes par le biais d’un Carlo Francesco Farina (Santa Maria 05.08.1755 - Düsseldorf 25.09.1830) venu d’Italie, toutefois cet homme n’était aucunement apparenté à la célèbre famille de parfumeurs créateurs de l’Eau de Cologne et établie à Cologne depuis 1709 (Farina gegenüber). 
Dans un article de journal publié en 1805, l’entreprise Farina gegenüber tente d’éclairer la situation en rapport à Wilhelm Mühlens :
« De manière à lever toute confusion qui ait pu s’établir entre Johann Maria Farina gegenüber dem Jülichsplatz et F. Maria Farina (Franz Maria Farina), il semble nécessaire de fournir quelques explications. Il s’avère que les droits de nom Farina furent l’objet d’une vente : c’est à Cologne que monsieur Wilhelm Mülhens acquit les droits par le biais d’un dénommé Franz Maria Farina, qui à son tour avait acheté le nom à un certain monsieur Carl Franz Farina originaire de Santa Maria mais installé à Bonn. Il est nécessaire de préciser que ce dernier vendit ses droits de nom à plusieurs reprises et que cet individu n’était aucunement apparenté à la famille du parfumeur installé à Cologne, en effet, il avait lui aussi acheté son nom. Les preuves de cette argumentation se trouvent chez messieurs Bertina dans le Augsburgerhofe (la vieille taverne «Augsburger Hof») zu Frankfurt am Main Lit. G. No. 99 […] »
Wilhelm Mülhens ne se contenta pas d’utiliser le nom Farina afin de fonder sa propre entreprise. Il le revendit à une autre trentaine de personnes, et ce illégalement.
En 1832 et 1835, la Cour de justice annula à la fois la vente et l’achat des droits du nom Farina. Sur ce, le fils de Wilhelm Mühlens se mit à la recherche d’une autre personne portant ce nom, qu’il trouva en Italie. Ainsi, le nom du fameux parfumeur Farina fut encore une fois l’objet d’usurpation.

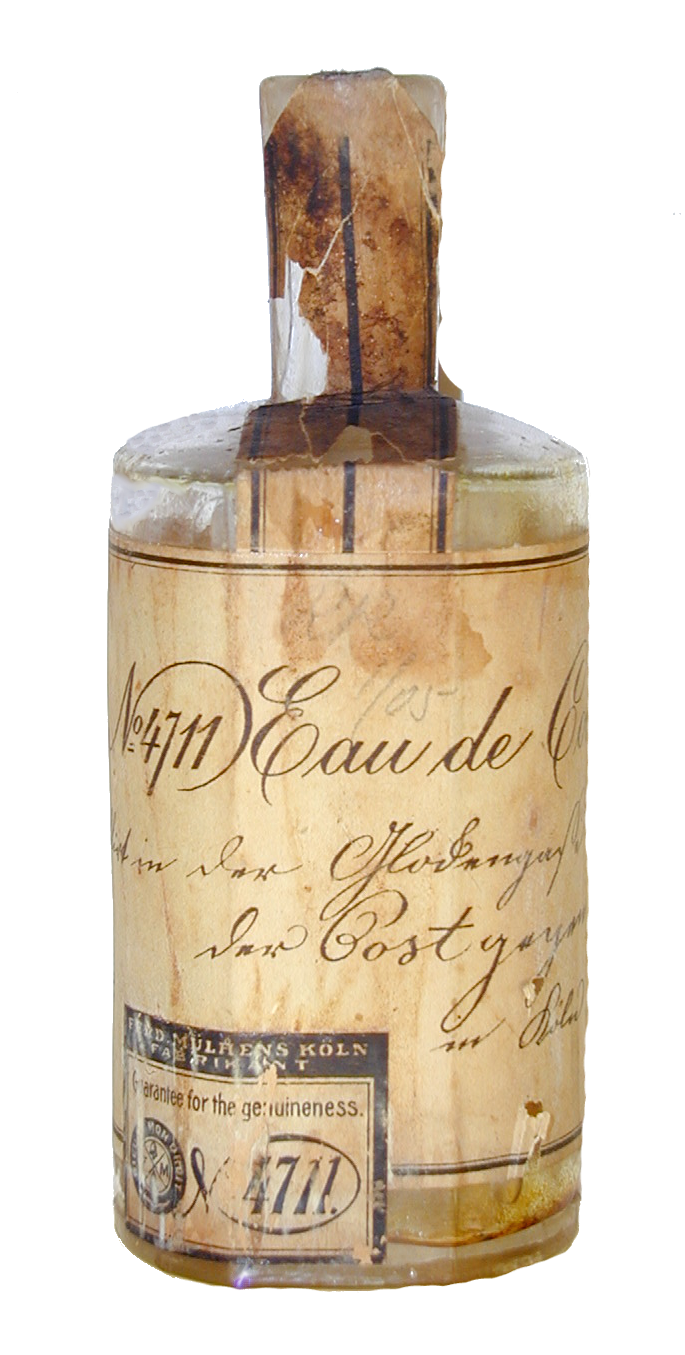
Flacon 4711 de 1885.

En 1881, c’est son petit-fils Ferdinand Mühlens qui dut définitivement renoncer au nom « Franz Maria Farina » dont la famille s’était jusqu’alors servie. Mühlens ne renonça pourtant pas à l’idée de produire sa propre Eau de Cologne, et ouvrit chez lui, en 1881, une nouvelle entreprise « Eau de Cologne & Parfümerie Fabrik Glockengasse № 4711 gegenüber der Pferdepost von Ferd. Mülhens in Köln am Rhein », et il baptisa son Eau de Cologne 4711, le numéro de sa maison.
Aux États-Unis, cette eau est connue anecdotiquement pour avoir été portée par le Président John F. Kennedy.
En 1990, l'entreprise fut renommée Muelhens GmbH & Co. KG. En 1994, l'entreprise familiale fut vendue à Wella AG dont le siège se trouve à Darmstadt en Allemagne. En 1997, Wella décida d'unir sa production de produits Cosmetics et les produits Mühlens sous le nom de Cosmopolitan Cosmetics GmbH. En 2003, l'entreprise Wella AG fut achetée par Procter & Gamble, compagnie de lessive américaine. 
À partir du 1er juillet 2005, la commercialisation des parfums « Cosmopolitan Cosmetics Prestige, Muelhens et Procter & Gamble Prestige Beauté » fut rassemblée sous le nom de « Procter & Gamble Prestige Products GmbH ».
Au cours de l'été 2006, P&G annoncèrent leur désir de se séparer de la marque 4711 (ainsi que des trois autres marques de Mühlens Tosca, Sir Irisch Moos und Extase), ces parfums ne s'inscrivant pas dans leur logique de vente. Après de longs mois d'enchères, c'est la branche de parfumerie « Mäurer & Wirtz », Aix-la-Chapelle , du groupe Dalli-Gruppe qui en décembre 2006 fit l'acquisition de la marque ainsi que du bâtiment no 4 rue de la Glockengasse où la première bouteille de 4711 fut produite le 23 mai 2007.

## L'origine du numéro 4711

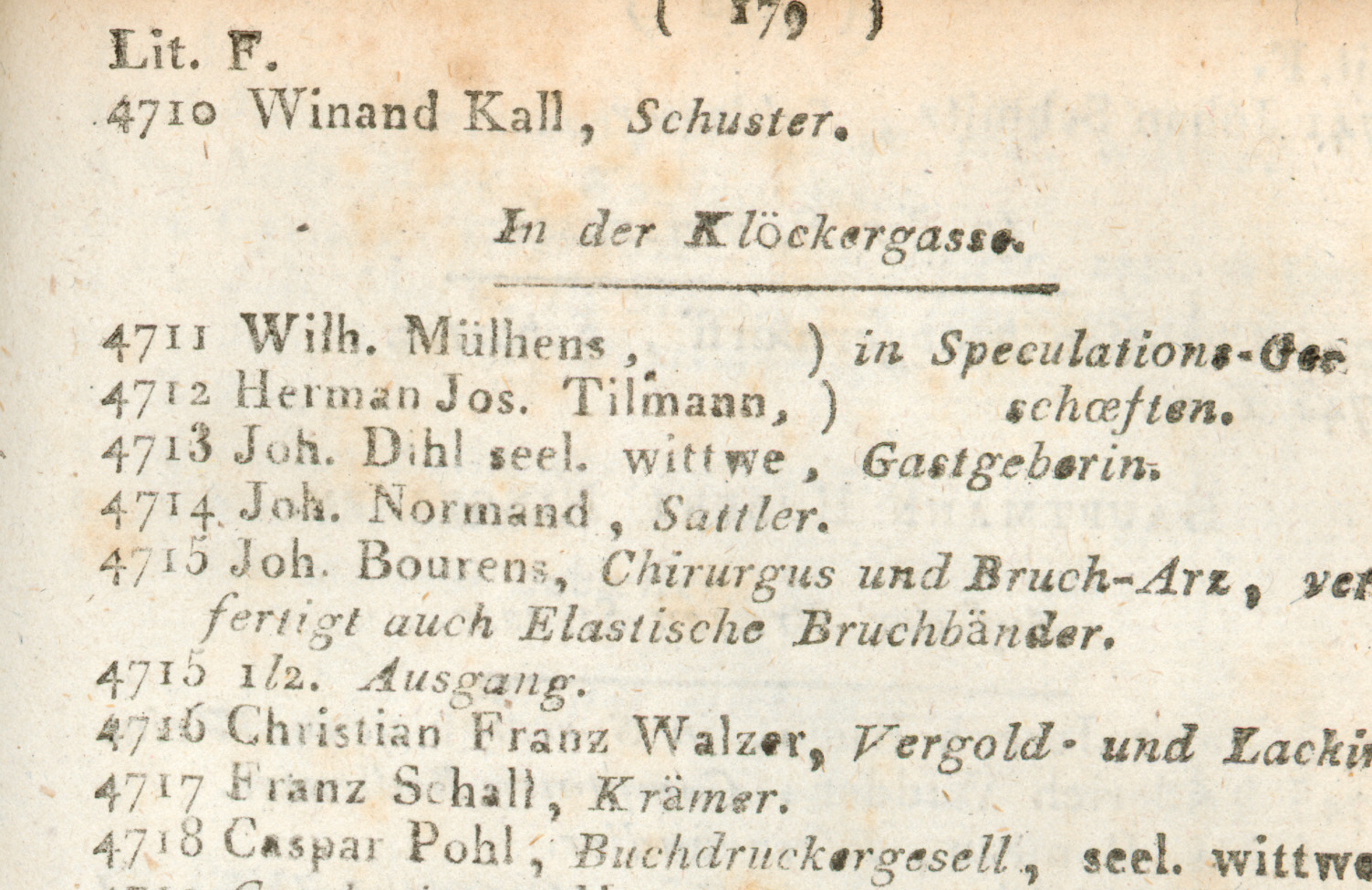
3e annuaire d'adresses de 1797 page 179.

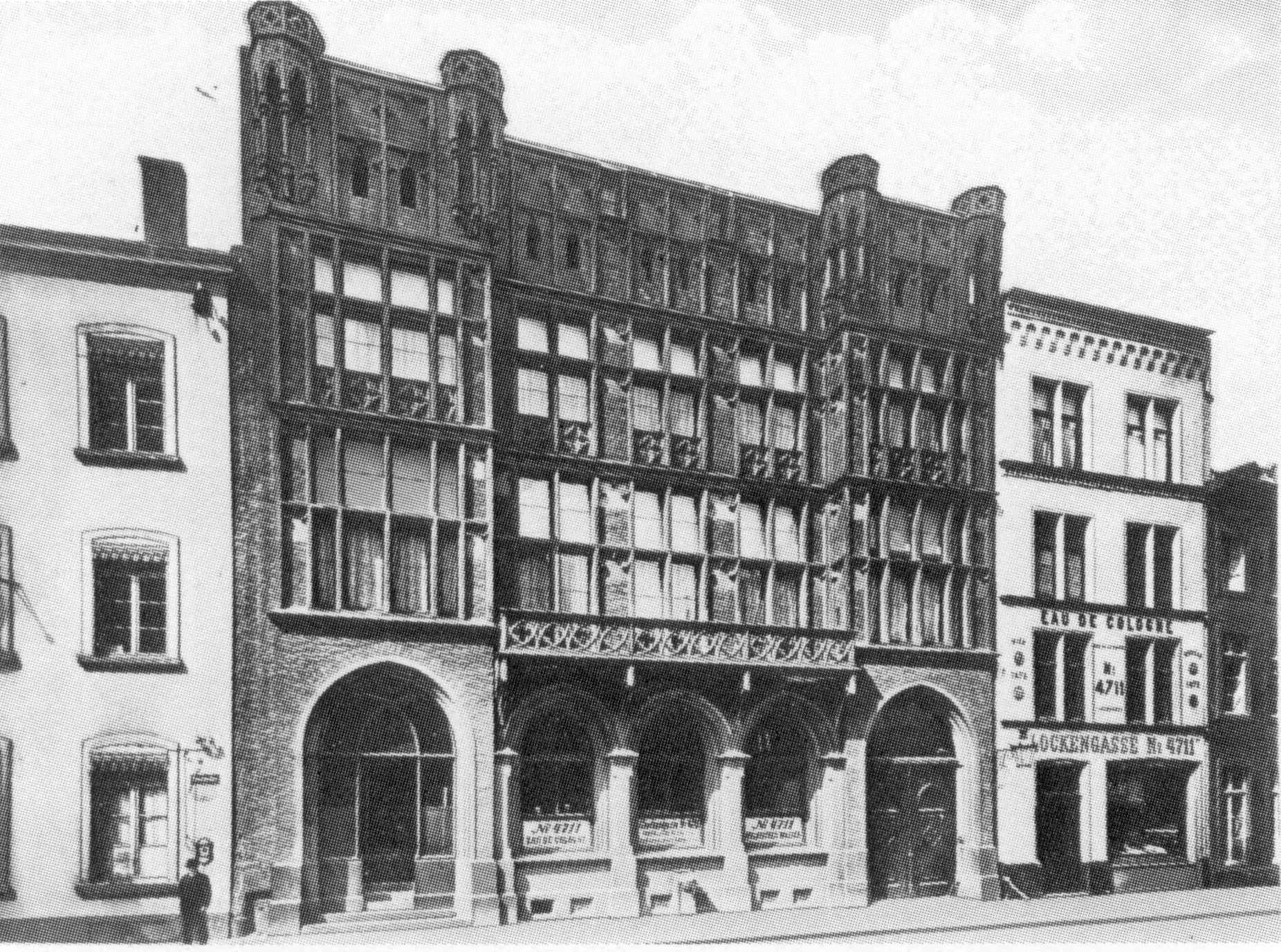
Glockengasse Nr. 24–28, en 1864.

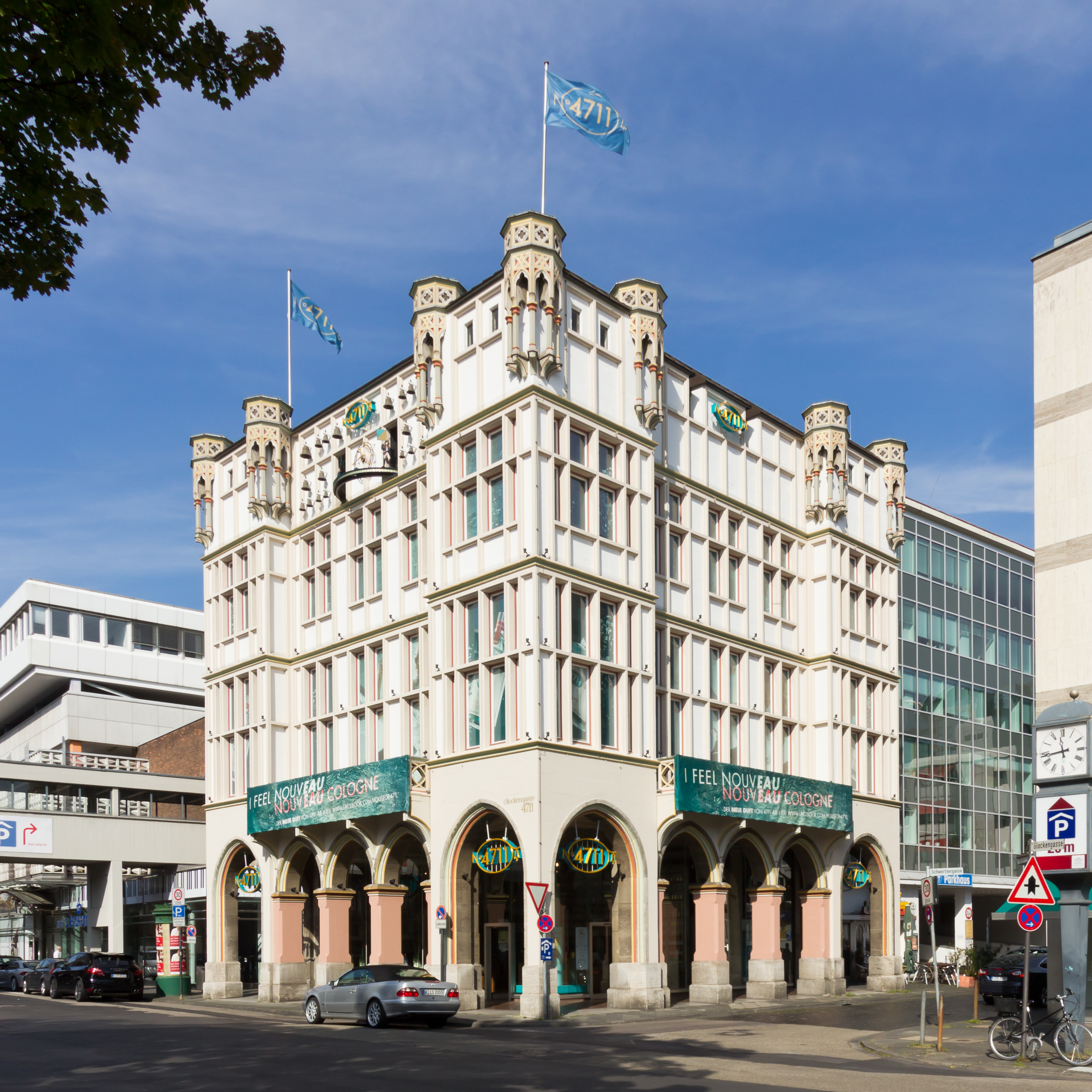
Le nouvel immeuble de 1963, à l’angle de la Glockengasse 4 et de la Schwertnergasse 1, à Cologne.

Début octobre 1794, l'approche des troupes françaises était imminente. Pour cette raison, le conseil de la ville décida d'une part de numéroter maisons et bâtiments sans exception, et d'autre part d'installer un système d'éclairage dans certains quartiers de la ville. Des lampadaires furent ainsi installés à certains endroits stratégiques. En revanche, la numérotation fut laissée au hasard.
L'occupation française débuta le 6 octobre 1794. Le 7 octobre, le conseil ordonna que chaque citoyen de haut rang fasse, en l'espace de 48h, une liste exhaustive des citoyens et non-citoyens se trouvant dans leur quartier ; listes ensuite utilisées par la commission de sécurité pour la numérotation des bâtiments.
Le 20 octobre 1794, Gottfried von Gall, un membre du conseil, nota dans son journal personnel que « la numérotation ainsi que les registres correspondants débutés huit jours avant se poursuivent ».
L'imprimeur Heinrich Josef Metternich (un membre du conseil) demanda l'autorisation d'imprimer un annuaire des adresses dont le but était avant tout d'inclure et de rendre publics les nouveaux numéros. Il se servit de cette occasion pour manifester également son opinion critique quant à cette action.
La famille qui résidait dans la maison 4711 ruelle des cloches (Klöckergasse, devenue plus tard : Glockengasse) à Cologne était celle des Von Lemmen Seel. Dans le second annuaire de 1797, c'est d'ailleurs toujours le nom de la veuve de Wilhelm von Lemmen Seel qui apparaît,. Ce n'est que dans le troisième registre d'adresses datant de 1797 que le nom de Wilhelm Mühlens apparaît en relation avec cette adresse. À cette époque toutefois, le nom de Mühlens n'est pas encore mis en relation avec la production d'Eau de Cologne. Dans les registres de l'époque, la profession inscrite est celle de « spéculateur ». 
La numérotation à Cologne fut modifiée en 1811, chaque rue fut numérotée séparément, et la maison de monsieur Mühlens reçut le numéro 12 au lieu de 4711.
Dans la préface du registre d'adresse en langue française datant de 1813, Verleger Thiriart prétend que la numérotation des maisons date de l'occupation française. Il écrit que la numérotation était « inconnue à Cologne avant l’arrivée des armées françaises au bord du Rhin ». La numérotation aurait été commandée en 1795. Ceci marque le début de la légende. 
En 1854, Peter Joseph Mühlens déménagea son entreprise de la Glockengasse numéro 12, au fameux bâtiment à la façade néogothique au numéro 26-28 de la même rue. La maison qui en 1794 avait reçu le numéro 4711, resta quelque temps vide avant d'être démolie. 
En 1943, la maison 26-28 rue de la Glockengasse fut totalement détruite par une bombe. 
En 1963, un bâtiment à l'architecture très semblable fut reconstruit, mais à un emplacement légèrement différent. C'est au coin des rues Schertnergasse no 1 et de la Glockengasse no 4 que se trouve la maison actuelle. Une extension de style néogothique fut de plus ajoutée en forme d'arcades au coin de la rue. 
L'image connue de l'officier français qui de son cheval numérote les maisons de la ville est une pure invention qui servit pour la première fois lors d'une campagne publicitaire lancée par Karl Petau en 1945. Cette publicité est de plus la source d'inspiration  d'un Gobelins, dont la commande fut passée dans les années 1950. Cette image fut particulièrement célèbre dans les années 1950 et 60.